# Vampyressa elisabethae
Vampyressa elisabethae é uma espécie de morcego da família Phyllostomidae. A espécie é conhecida somente de duas localidades, em Bocas del Toro no Panamá e seu habitat natural é floresta tropical montana. O estado de conservação da espécie ainda não avaliado pela União Internacional para a Conservação da Natureza.

## Taxonomia e etimologia
O holótipo de V. elisabethae foi coletado em 1961 em uma área de floresta montana (aproximadamente 1500 m acima do nível do mar) em "Rancho Mojica", a cerca de 32 km da cidade de Changuinola no Panamá. Além do holótipo, são conhecidos apenas outros quatro exemplares da espécie, todos coletados entre 1961 e 1976.
O nome da espécie é uma homenagem à ecóloga Elisabeth Klara Viktoria Kalko, por suas significantes contribuições ao estudo dos quirópteros. Kalko trabalhou intensamente no Panamá, principalmente na Ilha de Barro Colorado.
Um estudo recente extraiu e sequeciou parte do ADN mitocondrial do holótipo, incluindo o mesmo numa análise filogenética do gênero. Foi demonstrado um alto grau de divergência molecular entre a espécie e os demais Vampyressa. Na filogenia, a espécie é recuperada como grupo-irmão de um clado composto por V. melissa e V. voragine.

## Descrição
É uma das maiores espécies de Vampyressa, com o antebraço medindo entre 36.2 e 37.8 milímetros de comprimento. Assim como todos os integrantes do gênero, os morcegos desta espécie têm um focinho curto e quatro faixas brancas acima e abaixo dos olhos.
Os morcegos da espécie têm a pelagem do dorso marrom amarelada e não possuem listra branca dorsal, como ocorre nos parentes próximos Chiroderma e Vampyriscus. O primeiro par de incisivos superiores é levemente bilobado. Há apenas dois molares inferiores, diferindo de Vampyressa melissa e Vampyressa voragine, que possuem três molares inferiores.

## Distribuição ehabitat
Esses morcegos são conhecidos apenas de duas localidades na província panamenha de Bocas del Toro.

## Dieta e comportamento
Nada se sabe sobre a dieta da espécie. As outras espécies do gênero são frugívoras e possuem uma nítida preferência na ingestão de figos, apesar de se alimentar ocasionalmente de outras frutas.

## Conservação
A espécie ainda não foi avaliada pela lista da União Internacional para a Conservação da Natureza.